# Jün-nan Chung-tcha
Jün-nan Chung-tcha (čínsky pchin-jinem Yúnnán Hóngtǎ, znaky zjednodušené 云南红塔) byl čínský profesionální fotbalový klub, který sídlil ve městě Kchun-ming v provincii Jün-nan. Založen byl v roce 1996 pod názvem Šen-čen Ťin-pcheng. Zanikl v roce 2003 po fúzi s Čchung-čching Li-fan. Klubové barvy byly červená a bílá. V čínské nejvyšší fotbalové soutěži klub působil celkem čtyři ročníky (sezóny 2000–2003).
Své domácí zápasy odehrával v Kchun-mingském sportovním centru s kapacitou 40 000 diváků.
Plný název klubu byl Fotbalový klub Jün-nan Chung-tcha (čínsky v českém přepisu Jün-nan Chung-tcha cu-čchiou ťü-le-pu, pchin-jinem Yúnnán Hóngtǎ zúqiú jùlèbù, znaky zjednodušené 云南红塔足球俱乐部)

## Historické názvy
- 1996 – Šen-čen Ťin-pcheng (Šen-čen Ťin-pcheng cu-čchiou ťü-le-pu)
- 1997 – Jün-nan Chung-tcha (Jün-nan Chung-tcha cu-čchiou ťü-le-pu)
- 2003 – fúze s Čchung-čching Li-fan ⇒ zánik

## Umístění v jednotlivých sezonách
Stručný přehled
Zdroj:
- 1996: Chinese Yi League
- 1997–1999: Chinese Jia-B League
- 2000–2003: Chinese Jia-A League

Jednotlivé ročníky
Zdroj:
Legenda: Z - zápasy, V - výhry, R - remízy, P - porážky, VG - vstřelené góly, OG - obdržené góly, +/- - rozdíl skóre, B - body, červené podbarvení - sestup, zelené podbarvení - postup, fialové podbarvení - reorganizace, změna skupiny či soutěže
| Čínská lidová republika (1996 – 2003) |                      |        |     |     |     |     |     |     |     |     |        |
| Sezóny                                | Liga                 | Úroveň | Z   | V   | R   | P   | VG  | OG  | +/- | B   | Pozice |
| 1996                                  | Chinese Yi League    | 3      | ... | ... | ... | ... | ... | ... | ... | ... | 2.     |
| 1997                                  | Chinese Jia-B League | 2      | 22  | 8   | 6   | 8   | 36  | 35  | +1  | 30  | 7.     |
| 1998                                  | Chinese Jia-B League | 2      | 22  | 7   | 5   | 10  | 26  | 31  | -5  | 26  | 9.     |
| 1999                                  | Chinese Jia-B League | 2      | 22  | 13  | 4   | 5   | 34  | 19  | +15 | 43  | 2.     |
| 2000                                  | Chinese Jia-A League | 1      | 26  | 8   | 5   | 13  | 24  | 42  | -18 | 29  | 12.    |
| 2001                                  | Chinese Jia-A League | 1      | 26  | 8   | 7   | 11  | 34  | 32  | +2  | 31  | 10.    |
| 2002                                  | Chinese Jia-A League | 1      | 28  | 10  | 10  | 8   | 30  | 28  | +2  | 40  | 7.     |
| 2003                                  | Chinese Jia-A League | 1      | 28  | 11  | 7   | 10  | 30  | 27  | +3  | 40  | 7.     |